# Pilastro (Bologna)
Il Pilastro è una zona periferica della città di Bologna, che si estende a nord est della città. Appartiene amministrativamente al quartiere San Donato-San Vitale.
È delimitato a sud dal circuito ferroviario di prova di Bologna San Donato, a ovest dalla tangenziale di Bologna, a nord da via San Donato e a est da via Larga.
L'agglomerato residenziale è stato concepito alla fine degli anni Cinquanta per accogliere l'immigrazione verso la città di Bologna dovuta allo sviluppo industriale. Ulteriori interventi di edilizia abitativa e commerciale si sono susseguiti fino alla metà degli anni Ottanta del secolo scorso, poi di nuovo attorno al 2000 e, più di recente, dal 2016, in concomitanza con il cinquantesimo anniversario della sua fondazione, sono stati realizzati importanti interventi di riqualificazione ancora in corso.

## Origine del nome
Il nome Pilastro deriva dalla presenza di un piccolo pilastro, segno del passaggio di una antica strada romana, su cui era collocata una Madonnina, tuttora esistente all'angolo tra via San Donato e via del Pilastro, da cui quest'ultima prende il nome. In origine via del Pilastro attraversava longitudinalmente il quartiere, ma con il tempo è diventata una strada secondaria dopo la costruzione di arterie di maggiore rilevanza.

## Storia
Il Villaggio Pilastro nacque per soddisfare la grande richiesta di alloggi economici creatasi con l'imponente ondata di immigrazione del Dopoguerra.

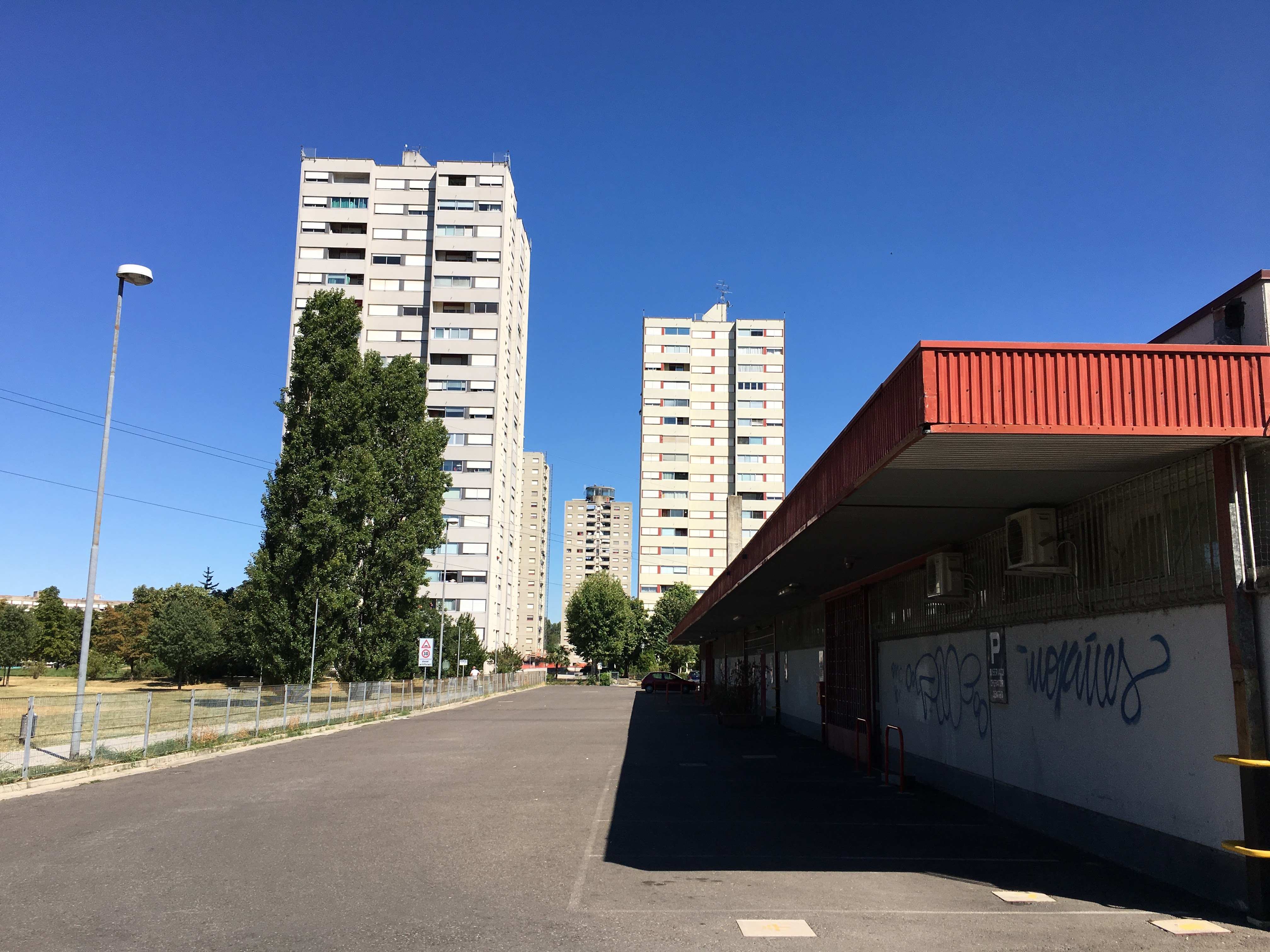
Una veduta degli spazi commerciali e residenziali del quartiere

Nel 1962, con l’entrata in vigore della Legge 167/62 che prevedeva la costituzione di piani di edilizia economica e popolare (PEEP) per fare fronte all’espansione delle città italiane, il comune di Bologna individuò 12 distretti nei quali edificare nuove zone residenziali comprensive di spazi destinati a servizi e ad aree verdi.
Nella periferia est della città di Bologna, a circa 4 Km dal centro storico, fu individuata un’area di aperta campagna che venne affidata all'Istituto Autonomo Case Popolari per l’edificazione di un intero nuovo quartiere che comprendesse edifici residenziali per gli immigrati che in quegli anni arrivavano numerosi in città (principalmente, in questa fase iniziale, dalle zone e province limitrofe).
Tra il 1964 e il 1966 vennero completati i primi edifici e il parco, che caratterizza la zona centrale del quartiere.
Il 9 luglio 1966, alla presenza del cardinale Giacomo Lercaro, fu inaugurato il primo nucleo di circa 400 alloggi del Villaggio Pilastro, abitati dai primi 2500 cittadini circa. A novembre dello stesso anno il cardinale inaugurò la Parrocchia di S. Caterina da Bologna.
Il progetto del quartiere e dei suoi spazi è dovuto a numerosi architetti, tra i quali ebbe un ruolo di coordinamento Giorgio Trebbi.

### Il Comitato Inquilini
Nonostante la progettazione dell'area prevedesse fin da subito l'inserimento, oltre alle unità residenziali, di numerose aree adibite a parco, spazi per la pratica dello sport e alcuni edifici di servizi pubblici (destinati alla sanità e alle scuole), i primi abitanti sperimentarono una realtà molto diversa, caratterizzata da oggettive difficoltà di insediamento.
Inizialmente nel rione mancavano i servizi di base: acqua, riscaldamento, strade asfaltate, trasporti pubblici. Alla sua nascita il Pilastro si configurò dunque come un vero e proprio ghetto dormitorio separato dalla città, isolamento acuito nel 1967 dalla costruzione della tangenziale che separò ulteriormente il rione dal resto della città.
Per ottenere migliori condizioni di vita, i primi abitanti si riunirono nel Comitato Inquilini, fondato il 16 settembre 1966 da Oscar De Pauli e Luigi Spina e attivo fino alla fine degli anni Novanta. L’azione del Comitato riesce a portare risultati importanti al Pilastro: l'autobus, le scuole, il riscaldamento, i servizi sanitari, gli impianti sportivi e, nel 1972, la biblioteca.

### La strage del Pilastro

La strage del Pilastro

La sera del 4 gennaio 1991 tre carabinieri, Andrea Moneta, Otello Stefanini e Mauro Mitilini, furono uccisi con una raffica di colpi in via Casini, per mano della banda della Uno Bianca. Sulla dinamica del tragico evento permangono molti aspetti oscuri e dubbi che hanno portato i familiari delle vittime a chiedere la riapertura delle indagini.
Sul luogo dell'eccidio è stato posto un cippo commemorativo, dove ogni anno si celebra il ricordo dei carabinieri caduti.

## Urbanistica
Nell'area di edificazione della nuova zona residenziale esisteva una corte rurale denominata villa Gorreni, presente nelle carte austriache del 1850, formata da una casa colonica (detta "Casa Rossa" che attualmente ospita la biblioteca comunale), un ulteriore immobile non più esistente, forse adibito a fienile e dal fabbricato ora denominato “Casa Gialla” adibito in origine presumibilmente a stalle e depositi.
La costruzione del Pilastro si può dividere in quattro fasi:
- 1ª fase (1962-1966): realizzazione dei primi edifici con 411 alloggi e del parco;
- 2ª fase (1968): ampliamento del primo nucleo di abitazioni;
- 3ª fase (1974-77): per diminuire la densità abitativa furono acquisite aree circostanti destinate ad ampliare le dotazioni di verde, fu così eretto il complesso che poi presto venne ribattezzato Virgolone (realizzato tra il 1975 e il 1977, soprannominato in origine "punto e virgola" perché prima fu realizzata la parte lineare verso la via San Donato e poi la vera e propria virgola staccata); furono inoltre progettati e iniziati, nel 1976, quattro grattacieli di 18 piani (detti "torri").[11]
- 4ª fase (fino al 1986): conclusione dell'edificazione delle quattro torri di via Tommaso Casini, del centro sportivo e del centro commerciale Pilastro.

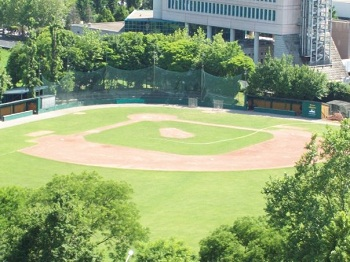
Lo Stadio del Baseball Pilastro di Bologna

Nel 1988 il quartiere San Donato ha messo a disposizione il terreno in Via Luigi Pirandello per la costruzione dello Stadio Baseball Pilastro dove, grazie soprattutto al contributo di tanti volontari, la Società Athletics Bologna Baseball disputa attualmente il Campionato italiano di Serie A organizzato dalla Federazione Italiana Baseball Softball.
Dal 2003 sono stati eretti diversi edifici e complessi sul limite esterno del Pilastro, tra cui l'Hotel Savoia, la Facoltà di Agraria dell'Università di Bologna, il CAAB (Centro Agroalimentare di Bologna) e il centro commerciale Meraville.
Dal 2016 ad oggi sono stati realizzati importanti interventi per migliorare il paesaggio urbano e la mobilità dell’intero rione, tra i quali la ristrutturazione dell’edificio multifunzionale denominato “Casa Gialla”, la riqualificazione della Biblioteca “Luigi Spina” Archiviato il 7 marzo 2021 in Internet Archive. e la costruzione di una caserma dei Carabinieri.
Nel 2017 è stato inaugurato all'interno del CAAB il parco agroalimentare FICO Eataly World.

## Popolazione
I primi 2.500 abitanti del Villaggio Pilastro erano in gran parte originari dell'Italia meridionale e provenivano dai rioni bolognesi poveri del Pratello e della Barca.
Durante gli anni Settanta la popolazione del quartiere cambiò, con un afflusso di immigrati dal Sud Italia, in particolare dalla Sicilia.
Nei decenni successivi il Pilastro ha visto ancora mutare la composizione dei suoi residenti, con arrivi di immigrati dall'Africa settentrionale e poi dall'Europa orientale.
Negli ultimi anni, la popolazione residente di origine straniera nel Quartiere San Donato, e in particolare al Pilastro, è aumentata in percentuale con un ritmo pressoché doppio rispetto al dato medio di Bologna. Nei primi anni le nuove famiglie provenivano soprattutto dal Kosovo, da altri paesi dell’ex Jugoslavia, dall’Albania, dal Marocco, dalla Tunisia.  Di recente sono cresciuti i nuclei provenienti dalla Romania, dall’Ucraina, dalla Moldavia, dal Pakistan, dalla Nigeria, dal Bangladesh, dallo Sri Lanka e dal Perù.
|      | Popolazione residente - Pilastro | Popolazione residente - Pilastro | Popolazione residente - Pilastro | Popolazione residente - Bologna | Popolazione residente - Bologna | Popolazione residente - Bologna |
| Anno | Stranieri                        | Totale                           | Pilastro                         | Stranieri                       | Totale                          | Bologna                         |
| 2000 | 345                              | 7503                             | 4,60%                            | 16190                           | 379964                          | 4,26%                           |
| 2001 | 506                              | 7539                             | 6,71%                            | 17670                           | 378356                          | 4,67%                           |
| 2002 | 590                              | 7512                             | 7,85%                            | 17807                           | 373592                          | 4,77%                           |
| 2003 | 693                              | 7473                             | 9,27%                            | 21413                           | 373539                          | 5,73%                           |
| 2004 | 726                              | 7370                             | 9,85%                            | 25385                           | 374425                          | 6,78%                           |
| 2005 | 794                              | 7332                             | 10,83%                           | 28112                           | 373743                          | 7,52%                           |
| 2006 | 842                              | 7238                             | 11,63%                           | 30319                           | 373026                          | 8,13%                           |
| 2007 | 883                              | 7143                             | 12,36%                           | 33602                           | 372256                          | 9,03%                           |
| 2008 | 907                              | 7075                             | 12,82%                           | 39480                           | 374944                          | 10,53%                          |
| 2009 | 1023                             | 7112                             | 14,38%                           | 43664                           | 377220                          | 11,58%                          |
| 2010 | 1093                             | 7080                             | 15,44%                           | 48466                           | 380181                          | 12,75%                          |
| 2011 | 1211                             | 7120                             | 17,01%                           | 52473                           | 382784                          | 13,71%                          |
| 2012 | 1310                             | 7145                             | 18,33%                           | 56155                           | 385329                          | 14,57%                          |
| 2013 | 1364                             | 7152                             | 19,07%                           | 56302                           | 384202                          | 14,65%                          |
| 2014 | 1376                             | 7136                             | 19,28%                           | 57979                           | 386181                          | 15,01%                          |
| 2015 | 1328                             | 7002                             | 18,97%                           | 58873                           | 386663                          | 15,23%                          |
| 2016 | 1346                             | 6941                             | 19,39%                           | 59646                           | 388367                          | 15,36%                          |
| 2017 | 1383                             | 6996                             | 19,77%                           | 59698                           | 389261                          | 15,34%                          |
| 2018 | 1473                             | 6997                             | 21,05%                           | 60352                           | 390636                          | 15,45%                          |
| 2019 | 1568                             | 6947                             | 22,57%                           | 60698                           | 391984                          | 15,48%                          |
| 2020 | 1631                             | 6881                             | 23,70%                           | 60507                           | 391412                          | 15,46%                          |
| 2021 | 1703                             | 6849                             | 24,86%                           | 61984                           | 392690                          | 15,78%                          |
| 2022 | 1777                             | 6887                             | 25,80%                           | 60947                           | 390554                          | 15,61%                          |
| 2023 | 1829                             | 6966                             | 26,26%                           | 61472                           | 392017                          | 15,68%                          |

Residenti stranieri per cittadinanza (anno 2023)
| Romania            | 414 |
| Altre cittadinanze | 292 |
| Pakistan           | 232 |
| Bangladesh         | 225 |
| Marocco            | 169 |
| Moldova            | 113 |
| Ucraina            | 93  |
| Perù               | 48  |
| Tunisia            | 48  |
| Sri Lanka (Ceylon) | 37  |
| Cina               | 36  |
| Nigeria            | 31  |
| Albania            | 28  |
| Iran               | 27  |
| Filippine          | 26  |
| Polonia            | 10  |

Popolazione residente per classi di età (anno 2023)
| fino a 2 | 03-05 | 06-14 | 15-24 | 25-34 | 35-44 | 45-54 | 55-64 | 65 e oltre | Totale complessivo |
| 142      | 153   | 581   | 733   | 692   | 773   | 930   | 968   | 1994       | 6966               |

## Trasporti
Il Pilastro è raggiunto dalla rete di autobus urbani di TPER. Qui hanno il capolinea le linee 20 e 14C. Inoltre, sono presenti fermate delle linee 55, 35, 93 e 21B.
Al 2021 è in corso la gara d'appalto per la costruzione della linea 1 della nuova rete tranviaria di Bologna, la cui entrata in funzione è prevista per il 2026. La linea avrà capolinea al Pilastro e si estenderà per 16,5 km, passando per la Fiera di Bologna, per la stazione di Bologna Centrale e per il centro storico, fino a terminare a Borgo Panigale.

## Cultura
Nel 1967 nasce il Circolo La Fattoria con lo scopo di dare risposte al bisogno di aggregazione e di coesione sociale del Pilastro. Negli anni il circolo è diventato punto di riferimento territoriale e cittadino per l’offerta di corsi e laboratori dedicati ad anziani, stranieri e bambini e con attività di didattica ambientale presso la Fattoria Urbana. Dal 1992 è attivo il gruppo di poesia "Laboratorio di parole" che dal 1997 pubblica la rivista bimestrale di poesia “Parole” e che ha raccolto la produzione di questi anni in diverse antologie.
Dal 1972 al Pilastro è presente una biblioteca comunale che per i primi anni ha avuto sede presso le scuole elementari del rione e successivamente, dal 1974, presso la Casa Rossa (ex casa colonica sita nel Parco Moneta, Mitilini, Stefanini). Dal 1960 esisteva un'altra biblioteca di pubblica lettura, la prima sede decentrata della biblioteca comunale dell'Archiginnasio. Nel 1993 il patrimonio e il personale di entrambe le biblioteche vengono accorpati nella biblioteca del Pilastro, che ospitava al suo interno anche un centro giovanile. Nel 2003 la biblioteca subisce un'importante ristrutturazione e i servizi per i giovani vengono dislocati altrove. Alla riapertura, avvenuta l’11 maggio 2003, la biblioteca viene intitolata a Luigi Spina, come riconoscimento per il suo impegno nella vita culturale e sociale del quartiere. La biblioteca è stata oggetto di interventi di riqualificazione tra il 2019 e il 2021. Nel 2021 la biblioteca ha acquisito un nuovo spazio nell’adiacente edificio denominato Casa Gialla, completamente ristrutturato tra il 2020 e il 2021. La Casa Gialla è stata al centro di un percorso partecipato con la cittadinanza e i giovani del quartiere ed è stata allestita per ospitare attività laboratoriali e aggregative, destinate in particolare ad adolescenti e giovani.
Nel 2009, dopo una completa ristrutturazione degli spazi dell’ex palestra, viene inaugurato il teatro DOM La Cupola del Pilastro, gestito in convenzione con il Comune di Bologna dalla compagnia teatrale Laminarie, fondata nel 1994 e diretta da Febo del Zozzo e Bruna Gambarelli. La ricerca di Laminarie si è posta fin dalle sue origini in relazione con linguaggi artistici quali le arti visive, l’architettura, il cinema, la letteratura, approccio che si manifesta sia nell’espressione teatrale – con atti performativi e spettacoli che producono un linguaggio scenico originale, declinato anche in una relazione con l’infanzia – sia nello sviluppo di percorsi in grado di intrecciare pubblici differenti. Impegnata anche nella produzione di opere di videoarte, la compagnia realizza dialoghi culturali con diverse realtà europee sviluppando i propri progetti su un piano internazionale. Per la sua attività, nel 2012, è stata insignita del Premio UBU. Laminarie cura dal 2009 la rivista "Ampio Raggio".
Il Parco Pier Paolo Pasolini ha ospitato per alcuni anni il Gran Festival Internazionale della Zuppa di Bologna organizzato dall’Associazione Oltre.

## Nella cultura di massa

### Cinema
Il Pilastro negli anni è stato scelto da registi come set di numerose produzioni cinematografiche:
- nel 1977 il Pilastro ha fatto da sfondo a qualche scena de La polizia è sconfitta, per la regia di Domenico Paolella, con Vittorio Mezzogiorno.
- nel 1979 Marco Ferreri dirige Roberto Benigni nelle vesti di un maestro anticonvenzionale e straordinario in Chiedo asilo: in una scena Benigni tira un asinello in un parco, è il Parco Pier Paolo Pasolini.
- nel 1980, nella commedia Si salvi chi vuole di Roberto Faenza, con Claudia Cardinale e Gastone Moschin, musiche di Ennio Morricone, compare un Pilastro rurale, quando le case dei contadini occupavano ancora una buona fetta del territorio, in cui snoda la vicenda di una famiglia borghese.
- nel 1993 la regista Enza Negroni dà vita al "Laboratorio Cinematografico del Pilastro", come risposta ai tempi bui che il Pilastro stava attraversando in quegli anni dopo la strage della Uno bianca. Il laboratorio vede la partecipazione di un centinaio di ragazzi tra i 13 e i 25 anni residenti nella zona. Il risultato di questa esperienza è il documentario Rotta per il Pilastro (1997), che impararono a narrare e sceneggiare le storie di cui erano protagonisti[26].
- nel 2004 il Pilastro diventa il set cinematografico di Lavorare con lentezza, con la regia di Guido Chiesa, che ne è anche lo sceneggiatore insieme a Wu Ming. Il film verrà presentato in concorso alla 61ª Mostra internazionale d’arte cinematografica di Venezia, i due attori protagonisti, Tommaso Ramenghi e Marco Luisi saranno i vincitori ex aequo del premio Mastroianni.
- Alcune location del Pilastro compaiono nella televisiva L'ispettore Coliandro, ideata da Carlo Lucarelli, in particolare negli episodi In trappola (prima stagione, episodio 3), Sempre Avanti (terza stagione, episodio 1) e Tassista notturno (quinta stagione, episodio 5) compaiono alcune location del Pilastro.
- Infine non si può dimenticare il video Serenata Rap (1994) di Jovanotti, interamente girato al Pilastro

### Altri media
- Nel 2001, in una delle torri di via Tommaso Casini, nasce la prima tv condominiale via cavo italiana: TeleTorre19, da un'idea di Gabriele Grandi, proposta in Assemblea Condominiale e approvata dall'unanimità dei Condomini presenti. La tv viene tuttora portata avanti da una redazione composta da tutti i condomini che abbiano voglia e tempo di collaborare. Fin da subito TeleTorre 19 è stata oggetto di studi, trasmissioni radiofoniche e televisive italiane ed estere (francesi e tedesche). Nel 2018 la storia di TeleTorre 19 è stata presentata nel cortometraggio del regista di Vito Palmieri, intitolato Da TeleTorre19 è tutto!, pluripremiato nel corso del 2019.

- Dal 2016, in concomitanza con i festeggiamenti per i 50 anni del Pilastro, un gruppo di cittadini ha creato un blog nel quale vengono trattati avvenimenti e problemi relativi al territorio del rione.[27]
- Da febbraio 2021 va in onda su YouTube la web tv ampioraggioTV, ideata e curata dalla compagnia teatrale Laminarie, che eredita l'esperienza di Gabriele Grandi con TeleTorre19, e propone notizie e approfondimenti sulla storia e l'attualità del Pilastro.